# Phronia nebulosa
Phronia nebulosa är en tvåvingeart som först beskrevs av Oskar Augustus Johannsen 1912.  Phronia nebulosa ingår i släktet Phronia och familjen svampmyggor.
Artens utbredningsområde är British Columbia. Inga underarter finns listade i Catalogue of Life.